# Figulus wittmeri
Figulus wittmeri là một loài bọ cánh cứng trong họ Lucanidae. Loài này được Bomans & Lacroix mô tả khoa học năm 1989.